# Conquête espagnole de la Nouvelle-Grenade

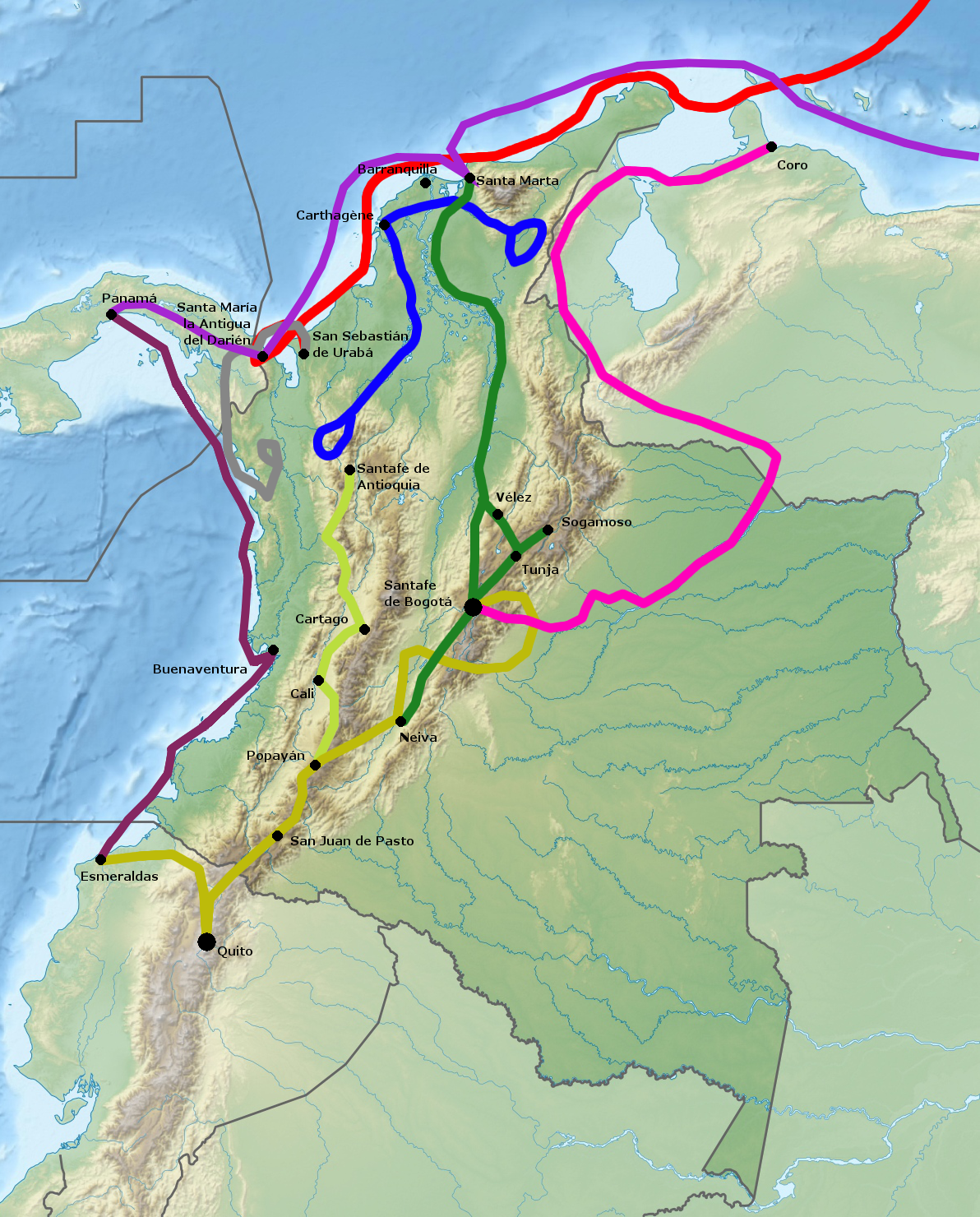
Trajets des conquistadors en Nouvelle-Grenade.
Alonso de Ojeda (1499-1501)
Vasco Núñez de Balboa (1513)
Pedro Arias Dávila (1513-1519)
Pascual de Andagoya, Diego de Almagro et Francisco Pizarro (1515-1529)
Pedro de Heredia et ses lieutenants (1532-1538)
Sebastián de Belalcázar (1533-1539)
Lieutenants de Sebastián de Belalcázar (1533-1539)
Gonzalo Jiménez de Quesada (1536-1538)
Nicolás de Federmán (1537-1539)

La conquête espagnole de la Nouvelle-Grenade (actuels pays de Colombie) se réfère à la période de conquête entreprise par l'Espagne en Amérique, depuis la découverte de cette dernière par Christophe Colomb en 1492 jusqu'à l'établissement des première autorités centrales régissant ce territoire pour le compte de la Couronne espagnole.
L'autorité juridique, la Real Audiencia de Santa Fe de Bogota, est créée par real cédula en 1549. Elle régit le Royaume de Nouvelle-Grenade, créé en 1550, pour le compte du Conseil des Indes, à Madrid.
L'archevêché de Bogota est créé en 1564. Son autorité religieuse s'étend de Cuenca, au sud de Quito, jusqu'à Panama.

## Historique

### Exploration de la côte caraïbe (1499-1507)

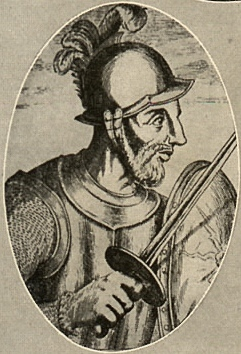
Portrait d'Alonso de Ojeda.

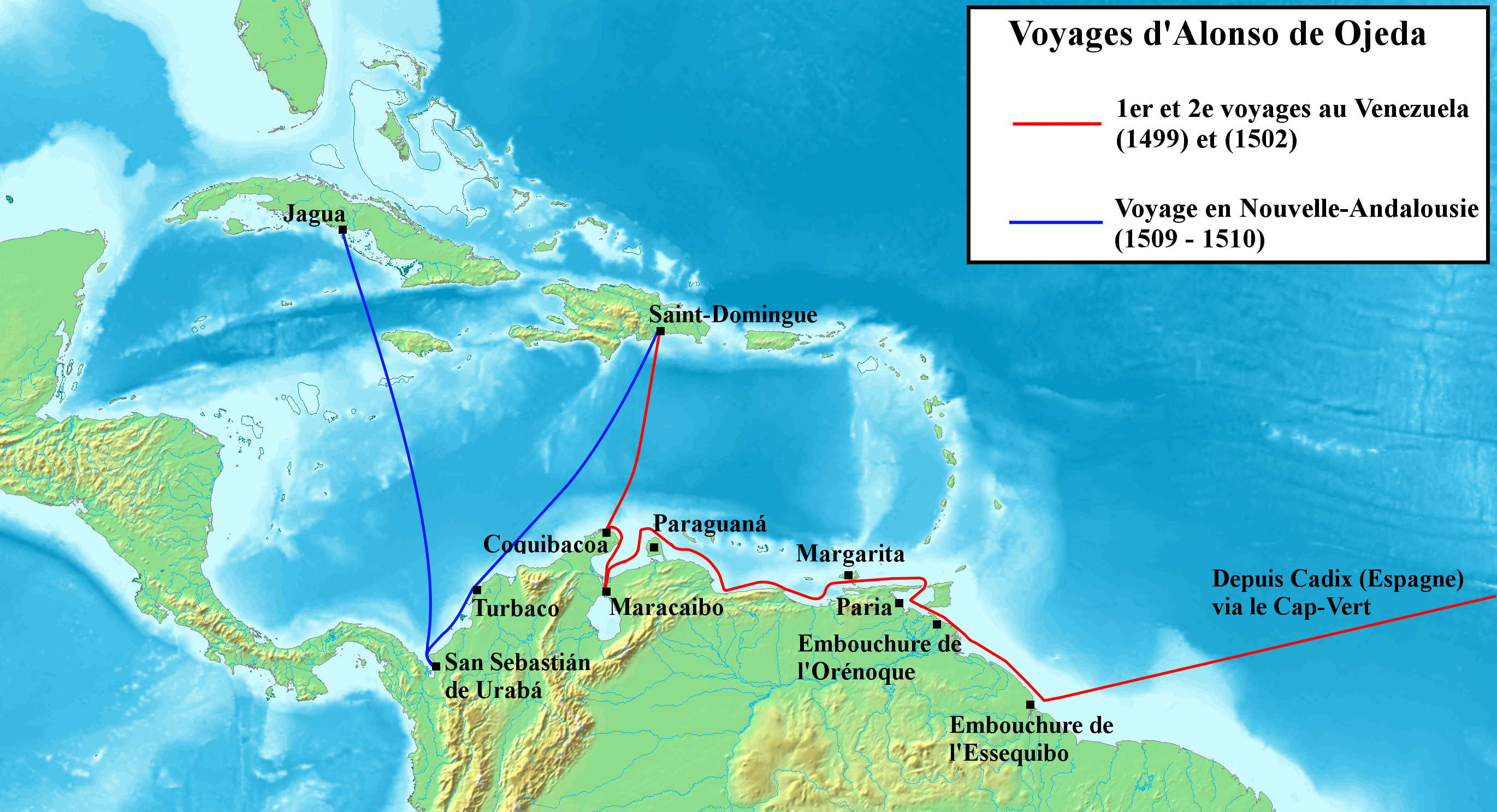
Voyages d'Alonso de Ojeda en Amérique.

Le premier espagnol à atteindre la côte de ce qui est aujourd'hui la Colombie, en 1499, est Alonso de Ojeda, compagnon de Colomb lors de son deuxième voyage. À la tête d'une expédition, il explore l'île de Trinidad, celle de Margarita, la côte nord de l'Amérique du Sud auquel il donne le nom de Venezuela, le lac Maracaibo et aborde le cabo de la Vela, sur la côte de la péninsule de Guajira. Le cartographe basque Juan de la Cosa et le pilote italien Amerigo Vespucci font également partie de ce voyage, mais les marins n'ont alors pas débarqué. En publiant le récit de ce voyage, Vespucci laissera son prénom à ce nouveau continent dont il sera l'un des premiers à affirmer publiquement l'existence.
La première exploration détaillée des côtes colombiennes est effectuée par Rodrigo de Bastidas, un autre ancien compagnon de Colomb. Parti d'Espagne en 1501 en association avec Juan de la Cosa, il emmène avec lui Vasco Núñez de Balboa, futur « découvreur » de l'océan Pacifique. Au cours de cette expédition sont reconnus la Sierra Nevada de Santa Marta, le río Grande de la Magdalena, la baie de Carthagène des Indes, le río Sinú, et peut-être le golfe d'Urabá.
L'année suivante, Ojeda est nommé par la Couronne espagnole gouverneur de l'île (la couronne n'étant pas encore persuadée qu'il s'agit bien d'un continent) de Coquibacoa (nom que les amérindiens locaux donnent à l'actuelle péninsule de Gajira). Près de l'actuelle baie Honda, il fonde en mai 1502 Santa Cruz, première agglomération espagnole sur le continent, abandonnée au bout de quelques mois.
En 1504, une expédition de Juan de la Cosa et une autre de Cristóbal Guerra achèvent l'exploration des côtes.

### Premiers établissements: Santa María et Panama (1508-1524)
Il faut attendre 1508 pour que la Couronne espagnole accorde des capitulacións qui autorisent non seulement l'exploration mais aussi la fondation de villes et la construction de forteresses. Les deux premières sont accordées à Alonso de Ojeda, qui connaît déjà la région, et Diego de Nicuesa, un riche colon d'Hispaniola. Tous deux sont nommés gouverneurs pour quatre ans, et se voient attribuer deux cents hommes de Castille, six cents Espagnols d'Hispaniola, quarante Indiens et quarante esclaves. Les deux expéditions ne sont pas du goût des autorités de Saint-Domingue, en raison des hommes ponctionnés sur la faible population blanche de l'île et de leur mandat sur l'île de Jamaïque, qui doit servir de base de ravitaillement aux deux hommes. De plus, la frontière entre les deux gouvernorats est mal définie et provoque des disputes, réglées seulement en 1510 lorsqu'elle est fixée sur le río Atrato au fond du golfe d'Urabá. Ojeda devient gouverneur de la Nouvelle Andalousie, à l'est, et Nicuesa celui de la Castille d'Or, à l'ouest.

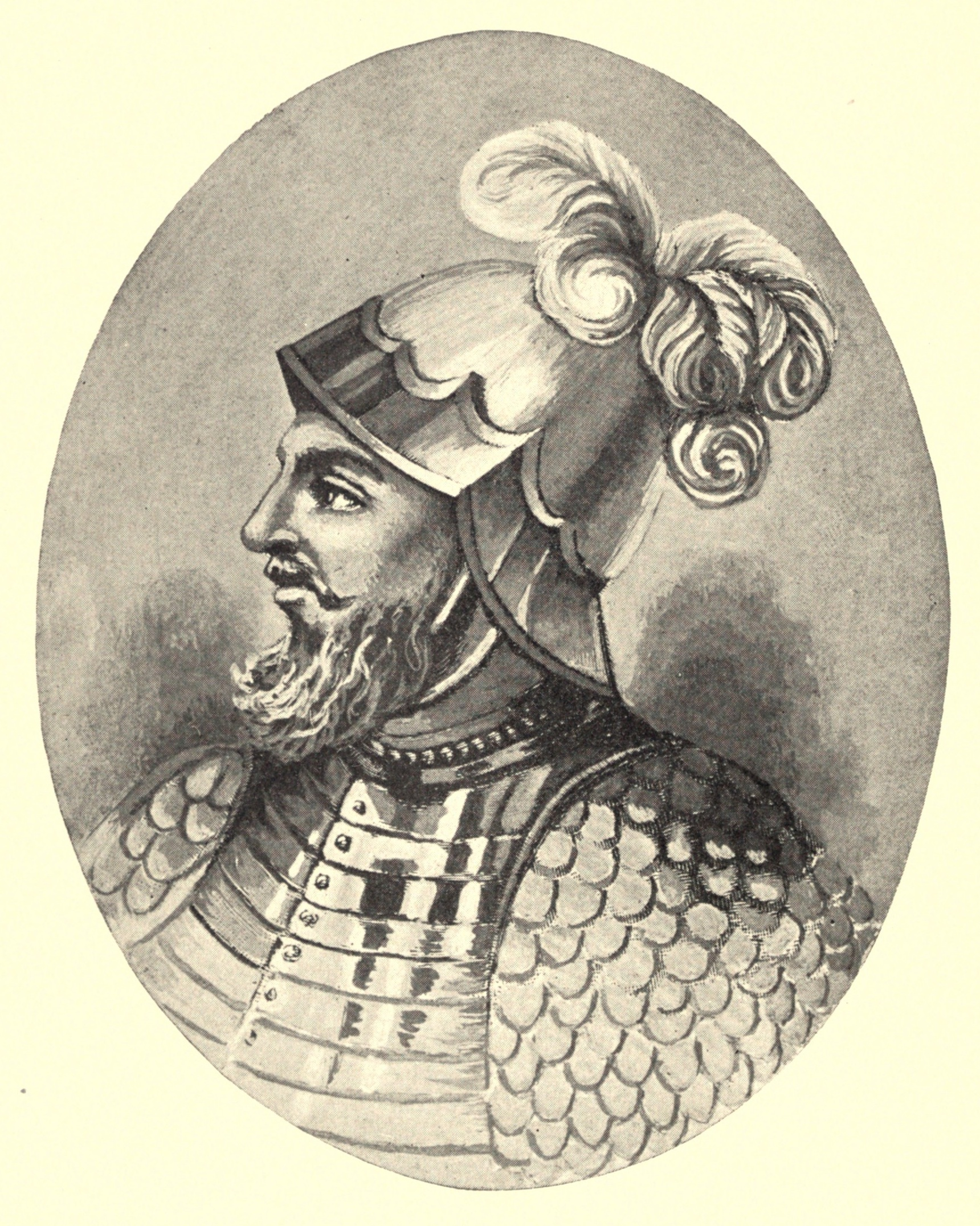
Frontispice de Vasco Nuñez de Balboa de Frederic A. Ober (New York, Harper, 1906)

Parti de Saint-Domingue en 1509, Ojeda fonde San Sebastián de Urabá sur la côte orientale du golfe d'Urabá. L'hostilité des Indiens de la région et le maigre butin pousse les hommes d'Ojeda à expulser ce dernier et à placer à leur tête Vasco Núñez de Balboa.
Abandonnant rapidement San Sebastián, les conquérants établissent une nouvelle ville sur la côte occidentale du golfe, Santa María la Antigua del Darién, première véritable ville du continent, avec une administration, une église et un couvent, qui durera une quinzaine d'années (jusqu'à ce qu'elle soit éclipsée par Panama, fondée en 1519). Parvenant à coexister plus ou moins pacifiquement avec les Indiens locaux, Vasco Núñez de Balboa apprend l'existence d'une autre mer au sud de la région où ils se trouvent. Le 25 septembre 1513, après trois ans d'exploration pénible, Balboa découvre l'océan Pacifique, longtemps appelée « Mer du Sud ».
La fondation de la ville, toutefois, est illégale, Balboa n'ayant pas d'autorisation de la Couronne. Aussi celle-ci envoie une puissante flotte de deux mille hommes commandés par Pedro Arias Dávila. Balboa est arrêté et est exécuté pour rébellion en 1519. La même année, Dávila fonde une nouvelle ville, Panama, à l'endroit où l'isthme est le plus étroit, ce qui entraîne l'abandon progressif de Santa María, acté en 1524.
Sur la côte Pacifique, l'exploration est lente. Elle se fait d'abord vers l'ouest et les terres déjà connues du Mexique et de l'Amérique centrale. En 1522, le basque Pascual de Andagoya entend parler pour la première fois d'une riche contrée appelée « Birú » (Pérou). Blessé, Andagoya laisse l'exploration de la région à Diego de Almagro et Francisco Pizarro. Ils explorent la côte Pacifique, très insalubre, pendant quatre ans. En 1529, ils arrivent à l'île du Coq, dans la baie de l'actuelle ville de Tumaco.

### Installation sur la côte caraïbe: Santa Marta et Carthagène (1524-1536)
Après le voyage de Fernand de Magellan (1519-1522), il devient clair que l'Asie se trouve bien plus loin que ce que l'on croyait. L'intérêt pour le passage à travers le continent américain et donc pour la région de Panama décline donc brutalement. Toutefois le fabuleux butin ramené par Hernán Cortés à la suite de la conquête du Mexique (1519-1521) ravive cet intérêt.

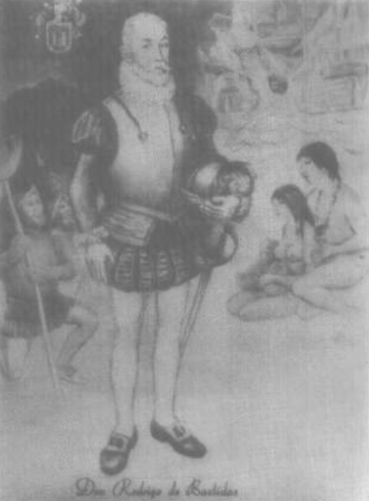
Portrait de Rodrigo de Bastidas.

En 1524, l'ancienne juridiction d'Ojeda est divisée en deux gouvernorats concédés à des gouverneurs chargés de les coloniser et de les explorer. À l'ouest du río Magdalena, le bénéficiaire ne prit jamais possession de son mandat mais à l'est, entre le Magdalena et le cap de la Vela, Rodrigo de Bastidas fonde en 1526 la ville de Santa Marta.
La situation politique de la nouvelle colonie devient vite complètement chaotique. Bastidas est assassiné par ses hommes en raison de la pauvreté de la région. Ceux-ci s'opposent aux autorités de Saint-Domingue, qui elles-mêmes se disputent le mandat. Les expéditions se multiplie de façon anarchique, commandées par des sous-fifres brutaux qui s'aliènent complètement les indigènes Tayronas qui peuplent la région et se vengent en pratiquant la politique de la terre brûlée. Toutefois, ces expéditions permettent de trouver un accès à l'intérieur des terres via le río Magdalena, dont le delta est impraticable à cause du courant et des marécages. En 1531, le mulâtre Pedro de Lerma, fils de García de Lerma, gouverneur de Santa Marta, contourne la Sierra Nevada de Santa Marta et atteint le cours moyen du Magdalena. En 1533 est découverte une voie accessible aux bateaux. En 1531, le gouverneur Ambrosio Alfinger, venu du Venezuela, explore la région de l'actuel département de Norte de Santander et en rapporte l'existence d'une riche culture dans les montagnes.

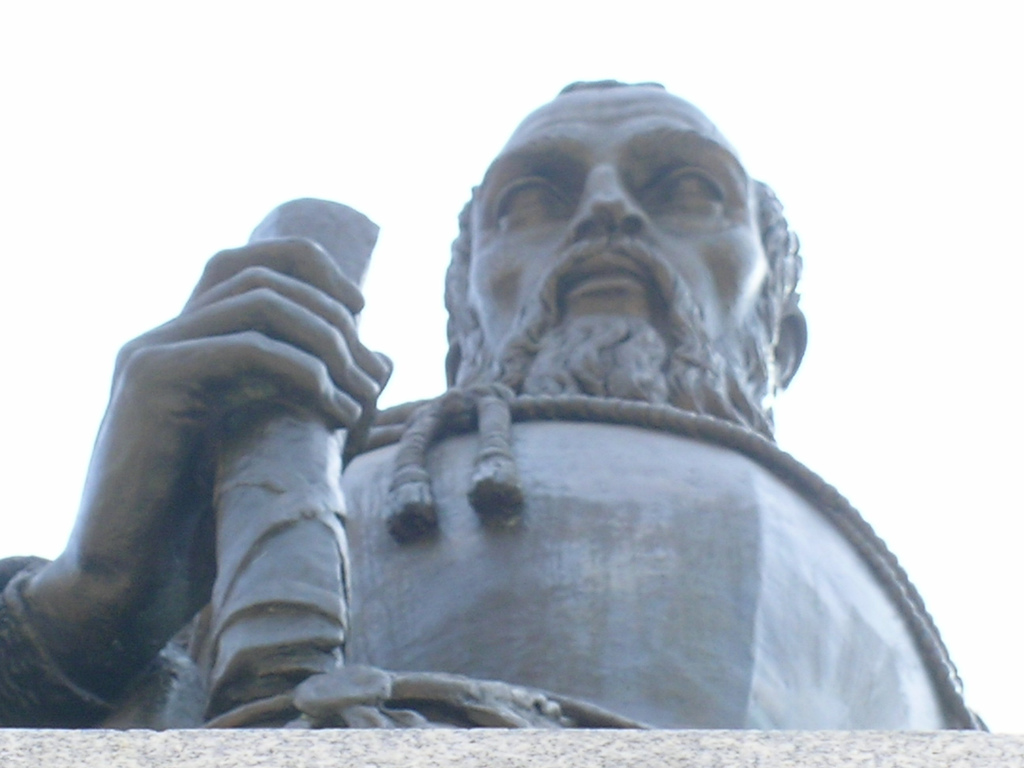
Statue de Pedro de Heredia à Carthagène des Indes.

En 1533, Pedro de Heredia, un des anciens gouvernants de Santa Marta, fonde Carthagène des Indes, à l'ouest de l'embouchure du Magdalena. Rapidement, dans la région du río Sinú sont découvertes de nombreuses tombes de caciques, riches en or et signalées par des tumuli, qui attirent nombre de conquérants. Après le retour de Francisco Pizarro du Pérou en 1533, Carthagène devient également une escale privilégiée sur la route du Pérou.
La nouvelle de la découverte de la riche région du Pérou et l'arrivée du trésor de l'Inca Atahualpa à Panama à l'automne 1533 provoquent de nombreuses défections, les conquérants préférant se rendre là-bas. Santa Marta est pratiquement abandonnée, ne comptant plus que douze habitants espagnols en 1546, mais Carthagène profite de sa situation de ville-escale pour lancer des expéditions essayant de trouver une voie terrestre vers le Pérou car l'on croit alors que celui-ci se trouve juste au sud de l'embouchure du Magdalena et commencent à circuler des rumeurs sur de riches régions sur le continent, les Dorados. Les expéditions se multiplient à partir de 1534 mais c'est de Santa Marta que part celle qui aboutit à la conquête de la région de Bogota.

### Conquête de l'intérieur (1536-1539)

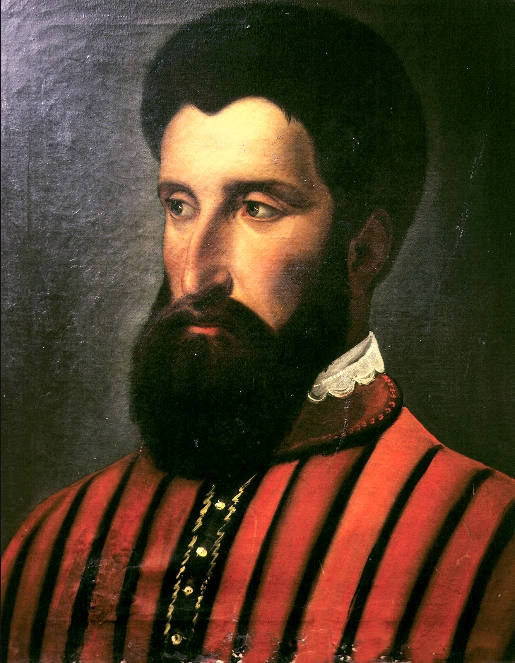
Portrait de Gonzalo Jiménez de Quesada.

En 1535, la Couronne espagnole, qui s'inquiète du dépeuplement de la côte caraïbe au profit du Mexique et du Pérou, nomme un nouveau gouverneur à Santa Marta, Pedro Fernández de Lugo, qui était aussi gouverneur des iles de Tenerife et de La Palma dans l’archipel des Canaries.
Fernandez arrive à Santa Marta dans les premiers jours de janvier 1536 à la tête d’une armée d’environ 1000 hommes. Le débarquement d’une si grande quantité de gens dans une ville pratiquement abandonnée et déjà aux prises avec une pénurie alimentaire obligea le nouveau gouverneur à presque aussitôt diriger ses hommes vers les villages autochtones de la Sierra Nevada voisine afin de leur réclamer des vivres ainsi que de l’or. Il avait en effet un impérieux besoin de rembourser les propriétaires des navires qui avaient transporter son armée.
Subissant les exactions des Espagnols depuis l’assassinat du fondateur de Santa Marta, Rodrigo de Bastidas, en 1527, les habitants du village de Bonda refusèrent d’obtempérer aux demandes du gouverneur de Lugo et engagèrent le combat. Malgré ce qui sembla être une victoire militaire des envahisseurs, l’opération s’avéra être un échec, car les indigènes avaient évacué femmes et enfants et vidé leurs greniers avant l’arrivée de l’armée du gouverneur.
Pedro Fernandez revint donc bredouille à Santa Marta, mais envoya son fils Alonso Luis ainsi qu’une partie de son armée continuer de chercher des provisions et de l’or plus loin dans la Sierra. Celui-ci eut plus de chance et revint à Santa Marta avec du maïs et de la yucca, ainsi qu’une bonne quantité d’or qu’il camoufla et embarqua avec lui vers l’Espagne.
Abandonné par son fils, Pedro Fernandez choisit son lieutenant gouverneur, Gonzalo Jiménez de Quesada, pour commander une expédition qui regroupait à peu près tout ce qui restait de son armée vers les terres situées au sud de sa province avec comme objectif de rejoindre le Pérou. Lui-même, déjà âgé de plus de soixante ans et malade ne pouvait l’accompagner. Jiménez et les 600 hommes qui composaient la partie terrestre de cette armée quitta Santa Marta le 5 avril 1536 et une flottille composée de cinq embarcations à bord desquelles prenaient place 200 hommes les suivirent quelques semaines plus tard. Pedro Fernandez de Lugo mourut le 15 octobre de la même année sans jamais prendre connaissance de ce qu'il advint des hommes qu'il avait envoyé au loin.
Remontant le río Magdalena en partie par la voie terrestre et en partie par la voie fluviale, Gonzalo Jiménez de Quesada parvint à la hauteur de l'actuelle ville de Barrancabermeja où il entend parler d'une région très peuplée et très riche dans les montagnes.
Jiménez abandonne alors le cours du fleuve et se dirige vers l'est. Atteignant rapidement les hautes terres, les conquérants espagnols pénètrent sur le territoire de la nation Chibcha où ils trouvent abondance d'or et d'émeraudes. Arrivés sur un haut plateau favorable aux cultures, la savane de Bogota, ils mettent en fuite le zipa de Bacatá (Bogota) et pacifient la zone.
En août 1538, à l'emplacement de l'ancienne résidence du zipa, Gonzalo Jiménez de Quesada fonde Santa Fe de Bogota et donne à la région le nom de Nouveau royaume de Grenade, lui-même étant originaire de Grenade. Au début de 1539, toute la région chibcha est explorée. Un autre important chef, le zaque de Tunja, a été vaincu.
Tandis que Jiménez de Quesada s’apprête à partir avec son butin, il apprend que deux autres expéditions arrivent dans la région. La première est partie du Venezuela et est conduite par l'allemand Nikolaus Federmann (hispanisé en Nicolás de Federmán), successeur d'Ambrosio Alfinger comme gouverneur de la région, qui a traversé tout le bassin de l'Orénoque. La seconde vient du Pérou, conduite par Sebastián de Belalcázar, un des lieutenants de Francisco Pizarro. Après la défaite de l'Inca Atahualpa en 1533, Belalcázar a conquis la région de Quito en 1535 avant d'explorer tout le sud de l'actuelle Colombie, fondant notamment les villes de Cali et Popayán.
Dans les années suivantes, toute la région andine est conquise. La région de Medellín, déjà visitée dans les années 1530 à partir de Carthagène, est peuplée au début des années 1540 par des hommes de Belalcázar venus de Cali.

### Affermissement du régime colonial (1540-1564)
En 1540, la situation politique est confuse et la Couronne peine à imposer pleinement son autorité. Les trois conquérants qui se sont rencontrés dans la région de Bogota s'en remettent au jugement de la Couronne et s'embarquent pour l'Espagne. Le procès traîne en longueur car les territoires en question sont mal connus et d'autres personnages font des réclamations parmi lesquels Pedro de Heredia, gouverneur de Carthagène des Indes et dont le territoire s'étend théoriquement jusqu'à l'Équateur, et l'évêque de Panama. Pascual de Andagoya quant à lui réclame la région de Cali et Popayán. Finalement, la couronne décide que les nouveaux territoires dépendront du gouverneur de Santa Marta, dont Gonzalo Jiménez de Quesada n'est toujours que le lieutenant. Sebastián de Belalcázar reçoit en compensation le titre de gouverneur et les terres qu'il a explorées, au sud. Il fait de Popayán sa capitale. Les grands perdants du jugement sont Nicolás de Federmán et Pascual de Andagoya.
Cependant, la situation ne s'améliore pas et les disputes entre conquérants continuent. De retour à Cali en 1541, Belalcázar doit en expulser Andagoya par la force et faire face aux prétentions de Heredia. Les « juges de résidence » envoyés par la couronne sont très mal accueillis et ne parviennent à rien, lorsqu'ils ne se laissent pas tout simplement corrompre.
De retour en Espagne en 1541, Charles Quint décide de prendre les choses en main. Notamment, il promulgue les Leyes Nuevas (Nouvelles Lois) en 1542 pour améliorer les relations avec les indigènes. De plus, les encomiendas accordées précédemment sont annulées, il n'est plus possible de les transmettre à ses descendants et il est interdit d'en créer de nouvelles. Mal accueillies, ces nouvelles lois ne provoquent cependant pas de révolte comme au Pérou. À Carthagène, le juge de résidence Miguel Diez de Armendáriz les fait appliquer bon gré mal gré mais à Bogota son neveu et lieutenant Pedro de Ursa se fait expulser en 1544. Il faut qu'Armendáriz se déplace trois ans plus tard pour rétablir l'autorité royale. À Popayán, le cabildo refuse d'appliquer les nouvelles lois. En 1546,
Jorge Robledo, envoyé par Armendáriz, est assassiné par Belalcázar.
De fait, dès 1545, le roi est contraint de revenir sur l'interdiction de créer de nouvelles encomiendas. Il doit par ailleurs leur reconnaître un caractère héréditaire (limité à deux générations), et tolérer que les indiens encomendados soient vendus comme de vulgaires marchandises. Belalcázar se fait pardonner son forfait en participant à la victoire contre les conquérants rebelles du Pérou.
La plupart des problèmes sont liés à l'éloignement de l'autorité. Le seul relai entre les territoires américains et le Conseil des Indes, à Madrid, est la Real Audiencia de Saint-Domingue, créée en 1511, aux pouvoirs flous et au domaine de compétence beaucoup trop vaste (la totalité des Indes occidentales espagnoles). En 1538 est créée une nouvelle audiencia, la Real Audiencia de Panama, mais l'isthme, trop éloigné des autres territoires, ne remplit pas pleinement le rôle d'autorité centrale. C'est la raison pour laquelle est décidée en 1549 la création de la Real Audiencia de Santa Fe de Bogotá. La région de Carthagène y est rattachée tandis que le sud du pays est rattaché à celle de Quito, créée en 1563.
La Real Audiencia de Santa Fe de Bogota, représentante d'une autorité lointaine mais indiscutée, parvient à rétablir l'ordre en quelques années. La ville où elle siège devient rapidement la plus grande ville de ce qui est appelé alors le Royaume de Nouvelle-Grenade. Les oidores et autres fonctionnaires venus d'Espagne ne tardent pas à devenir la classe dirigeante de la colonie tandis que le rôle des premières conquérants décline inexorablement. Dès la fin du XVIe siècle, la plupart des encomiendas appartiennent à des parents ou des clients d’oidores.
Enfin, en 1564, est créé l'archevêché de Bogota, dont l'autorité religieuse s'étend de Cuenca, au sud de Quito, jusqu'à Panama.

## Conditions de la conquête

### Cadre juridique
L'arrivée de Christophe Colomb aux Amériques à la fin de 1492 a ouvert à la couronne de Castille de nouveaux mondes à explorer et à conquérir. De 1492 à 1510 sont fondées des villes comme Saint-Domingue, San Sebastián de Urabá ou Santa María la Antigua del Darién. Le premier problème qui se pose à la juridiction de la couronne sur ces terres est que les premiers conquérants, tout en reconnaissant l'autorité des rois catholiques, établissent des règles à leur convenance et même, dans certains cas, veulent établir des domaines indépendants. Par conséquent, la couronne décide d'une politique unifiée pour les Indes :
1. La mise en place d'une autorité économique pour les Indes, la Casa de Contratación, qui à son tour accorde des licences à ceux qui souhaitent traverser l'Atlantique.
2. Les explorateurs autorisés par la Casa de Contratación se consacrent à l'exploration, et rien d'autre, établissant des rapports sur leurs découvertes. Pour construire des villes et s'établir sur un territoire, une licence spéciale est nécessaire qui ne sera délivrée qu'à partir de 1508.
3. En plus de ces deux conditions, la Casa de Contratación fixe les lois des Indes, avec l'approbation du roi.

Sur le plan international, l'autorité de la Couronne espagnole en Amérique est fondée sur le traité de Tordesillas, par lequel le pape Alexandre VI lui a fait don en 1494 de toutes les terres se trouvant à l'ouest du méridien passant à 370 lieues du Cap-Vert (extrémité occidentale de l'Afrique).
En pratique cependant, la loi et l'autorité royale sont souvent ignorées par les conquérants. Ceux-ci comptent leurs conquêtes comme des biens personnels, transmissibles à leurs héritiers. Toutefois, l'hostilité du milieu et les nombreuses disputes entre conquistadors leur rendent nécessaire une autorité centrale faisant régner un semblant d'ordre, du moment que leurs intérêts particuliers n'en sont pas lésés. L'autorité royale, si lointaine soit-elle, prévaut donc à terme et jamais la Couronne n'accepte un fait accompli. Certains gouverneurs se voient ainsi chassés de leur mandat après un procès en Espagne, tel Pedro de Heredia en 1541 à Carthagène des Indes, ville fondée du mauvais côté du río Magdalena.
L'autorité juridique se rapproche sensiblement avec la création de la Real Audiencia de Santa Fe de Bogota, en 1549 et tend à unifier la mosaïque de gouvernorats en une véritable colonie espagnole.

### Relations avec les amérindiens
Lors de l'arrivée des Espagnols en Nouvelle-Grenade, les peuples qui s'y trouvent n'ont pas développé de fortes civilisations organisées comme c'est le cas des Aztèques du Mexique ou des Incas du Pérou. La frontière septentrionale de l'empire Inca se trouve alors sur le fleuve Angasmayo, probablement l'actuel río Guáitara.
L'unique exception est la nation chibcha, qui a mis en place une confédération de villages et une culture relativement riche dans les hauts plateaux de la cordillère Orientale des Andes colombiennes, autour de l'actuelle ville de Bogota.
D'abord désireux d'établir des relations avec les nouveaux arrivants, se livrant à du troc et approvisionnant les premiers campements, les amérindiens ne tardent pas à devenir franchement hostiles en raison de la brutalité dont font preuve les conquistadors, dont la principale activité est le pillage. La plupart des indigènes, effrayés par ces ennemis d'une genre nouveau, par la puissance de leurs armes et par leurs chevaux et leurs chiens, choisissent la fuite voire le suicide collectif. Mais d'autres résistent avec acharnement.
Dans les basses terres, où aucune organisation étatique importante n'avait existé, de petits groupes très mobiles harcèlent pendant longtemps les conquérants, mais ne parvenant pas à unir leurs forces, il ne représenteront jamais un danger sérieux. Dans les hautes terres des chibchas, au contraire, les différents caciques se rendent sans combattre à cet ennemi tellement supérieur en force, et le peuple, habitué à obéir à des chefs sévères, se soumet avec passivité à ses nouveaux maîtres.
Les amérindiens ne sont pas massacrés (du moins, ceux qui ne résistent pas), mais sont enrôlés au sein des expéditions pour servir de porteurs ou de rameurs. Plus de deux mille participent en 1541 à l'expédition d'Hernán Pérez de Quesada, frère de Gonzalo Jiménez, à la recherche de l'Eldorado. Ailleurs, les amérindiens sont répartis entre colons selon le système de l’encomienda : en échange de leur évangélisation, ils payent un tribut, en nature (nourriture, coton, etc.) ou en services (transport, travaux divers, etc.).
Cependant leur population, déjà relativement faible, diminue à grande vitesse du fait des maladies apportées par les Espagnols, des travaux forcés auxquels ils sont soumis ou des mauvais traitements, que les autorités tentent d'atténuer sans grand succès. Rapidement, ils sont suppléés ou remplacés au sein des expéditions par des esclaves venus d'Afrique.

### Utilisation des esclaves africains
La conquête de la Nouvelle-Grenade se caractérise par l'utilisation précoce de main d'œuvre servile. À Carthagène des Indes, il y a deux cents esclaves africains lors de la fondation de la ville et rapidement celle-ci devient une plaque tournante de ce commerce particulier en sa qualité de ville-étape entre l'Espagne, Hispaniola et le Pérou.
À partir de 1550, les esclaves Noirs remplacent dans les expéditions les Indiens décimés, notamment comme rameurs.